# Площадь Гагарина (Петрозаводск)
Пло́щадь Гага́рина (карел. Gagarinan lagevo, фин. Gagarinin aukio) — площадь в центральной части города Петрозаводска на соединение проспекта Ленина, Красноармейской улицы и улицы Шотмана. На площади расположен ансамбль зданий жилых домов 1950-х годов, здание железнодорожного вокзала и здание гостиницы.

## История
- 1953 — площадь Нового Вокзала
- 1955 — Привокзальная площадь
- 13.04.1961 — Площадь Ю. Гагарина

12 апреля 1961 года был запущен космический корабль Восток-1, а 13 апреля исполком Петрозаводского горсовета вынес решение о переименовании площади, прилегающей к новому вокзалу станции Петрозаводск, в площадь имени Ю. Гагарина.
В 1976 году в зале отделения связи на площади Гагарина открылась почта-автомат. Тут же установили телефоны-автоматы для переговоров с абонентами других городов СССР.

## Памятники и памятные места
- Стела с часами (установлена в июне 2013, демонтирована в феврале 2019 года).
- Скульптура оленя (2009—2010).
- Памятный знак «Присвоение Петрозаводску Ордена Трудового Красного Знамени» (до 2003).

## Здания и сооружения
- Железнодорожный вокзал

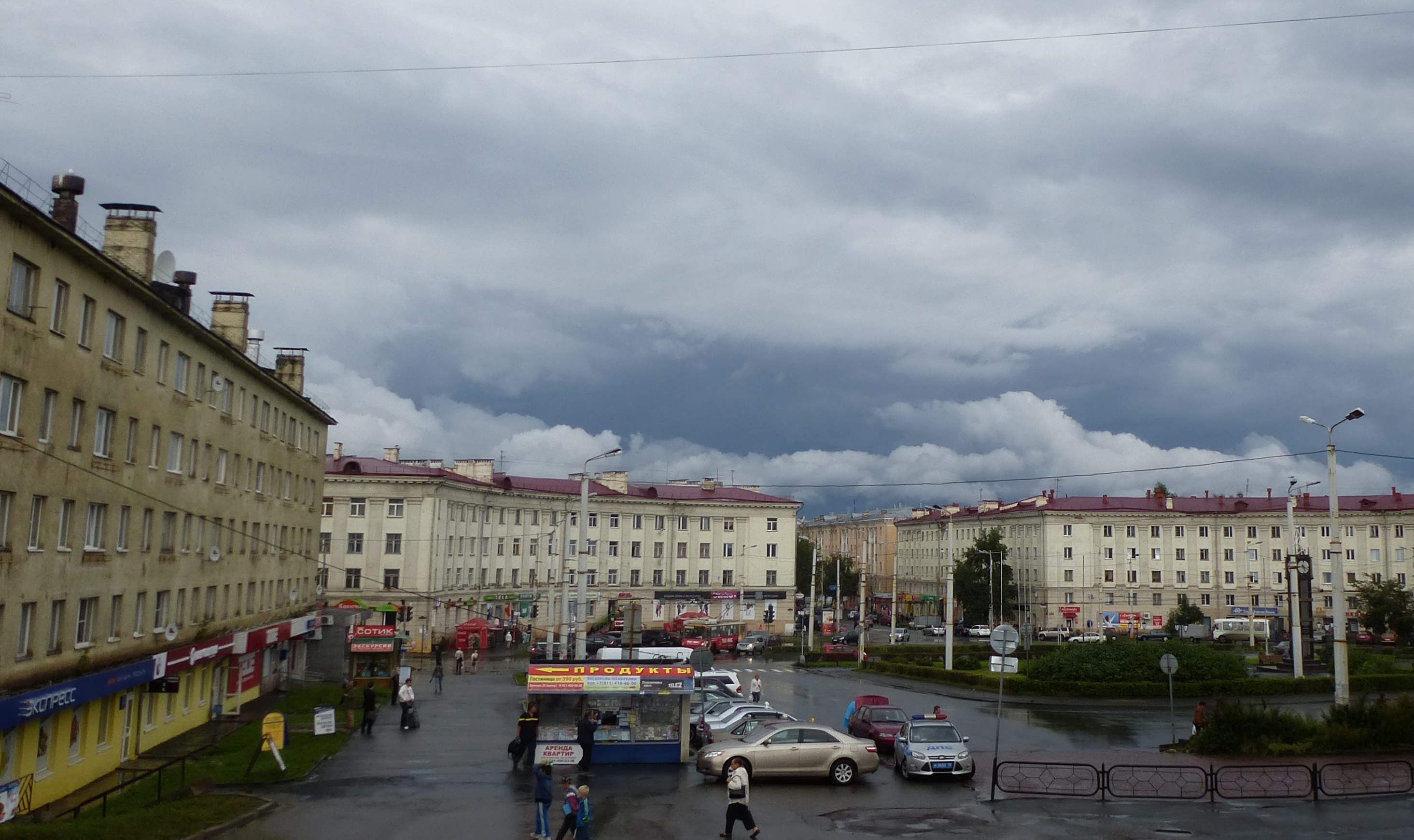
Вид на площадь с перрона вокзала

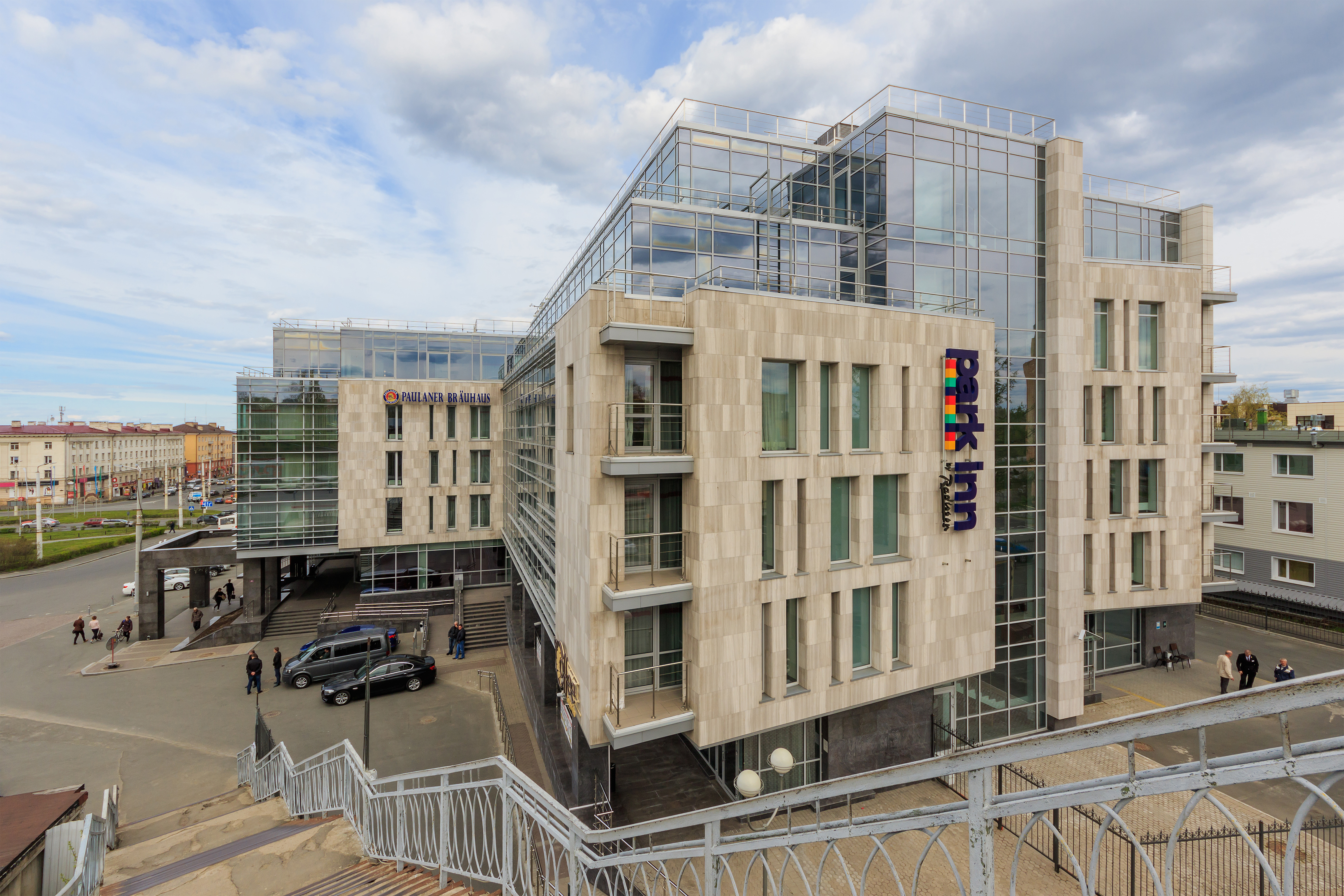
Отель на привокзальной площади

- Отель «Park Inn Radisson Petrozavodsk» (2013)
- Здание-холодильник (1937—2010)
- Жилые дома
- Железнодорожные кассы

## Транспорт
- Троллейбусы — 1, 3, 5, 7, 8 (до 25 декабря 2017 года были только 1, 2, 5, 8);
- Автобусы — 2, 4, 5, 7, 10, 12, 14, 17, 20, 21, 22, 23, 26, 27, 28, 30, 31.